# كلينغنبرغ أم ماين
كلينغنبرغ أم ماين (بالألمانية: Klingenberg am Main) هي place with town rights and privileges وبلدة ألمانية تقع في ألمانيا في بافاريا.

## معرض صور

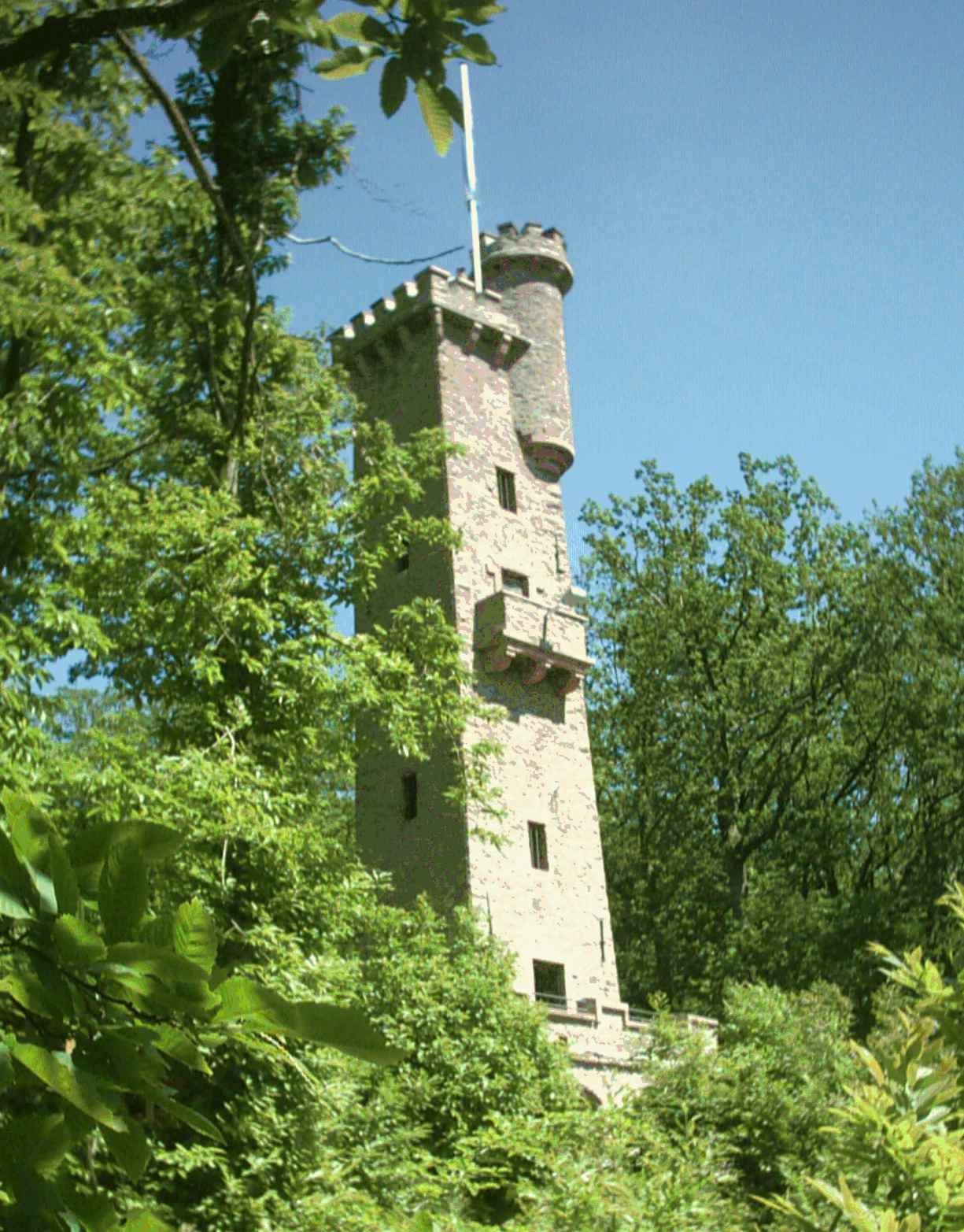
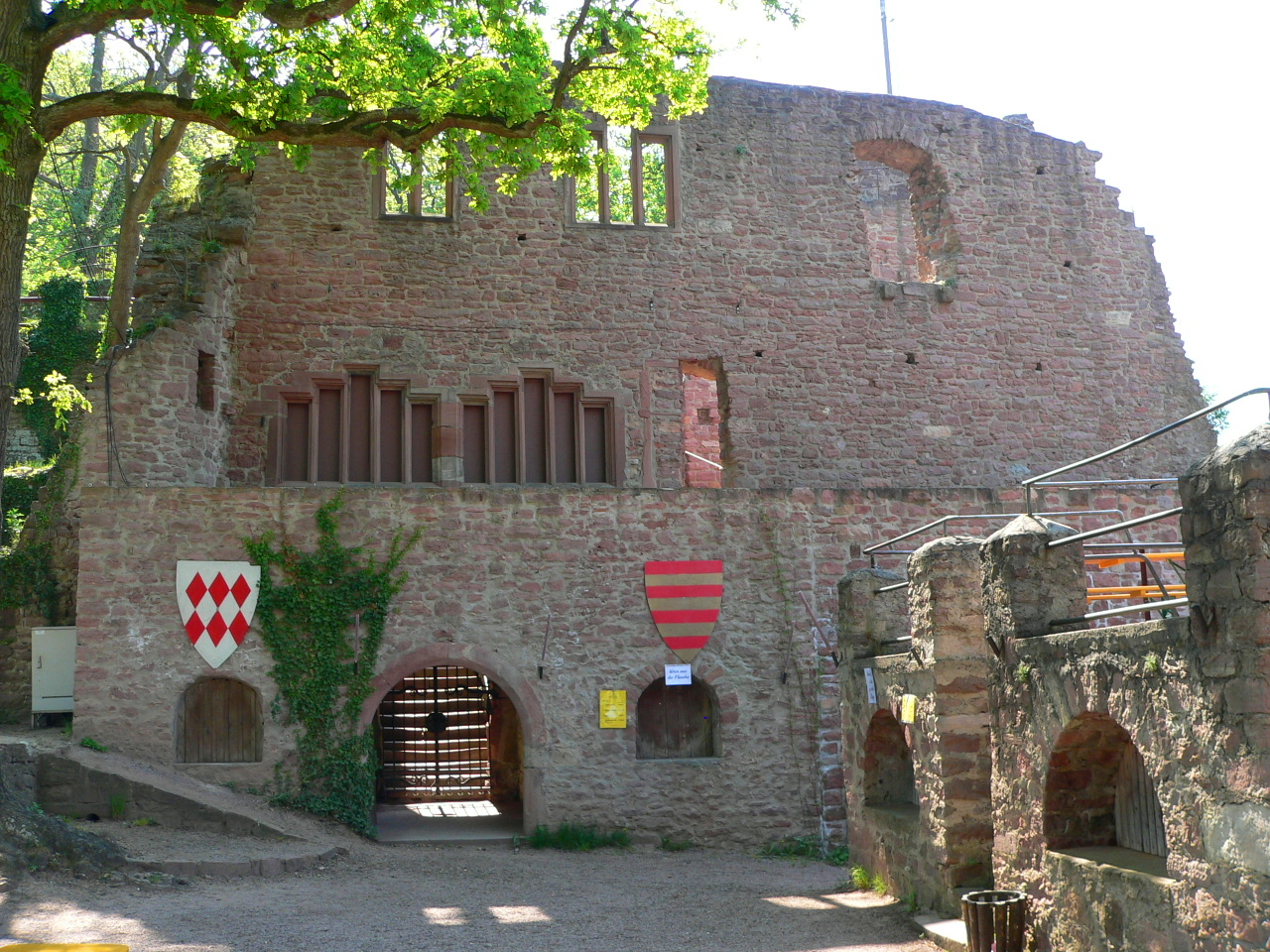
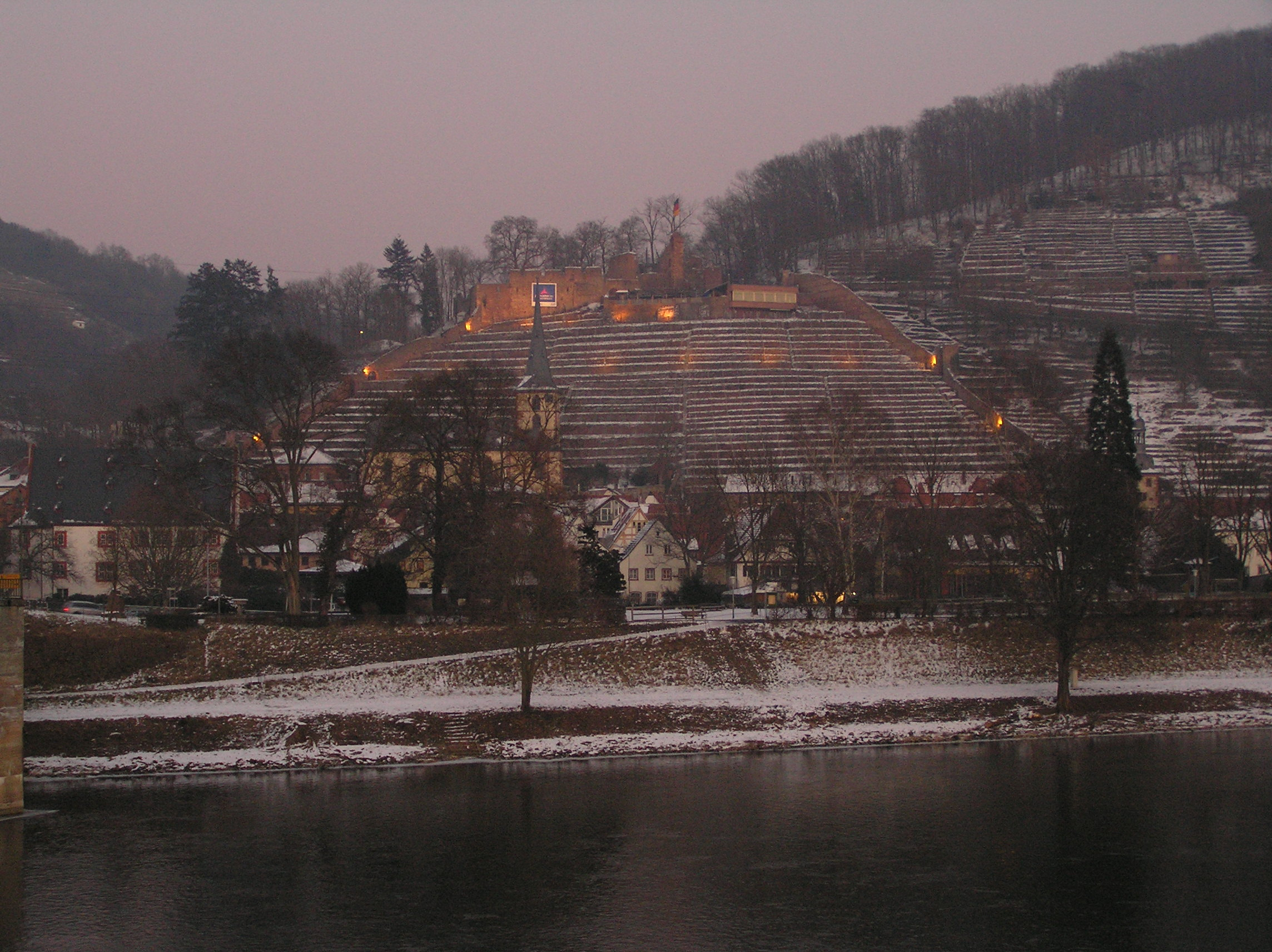
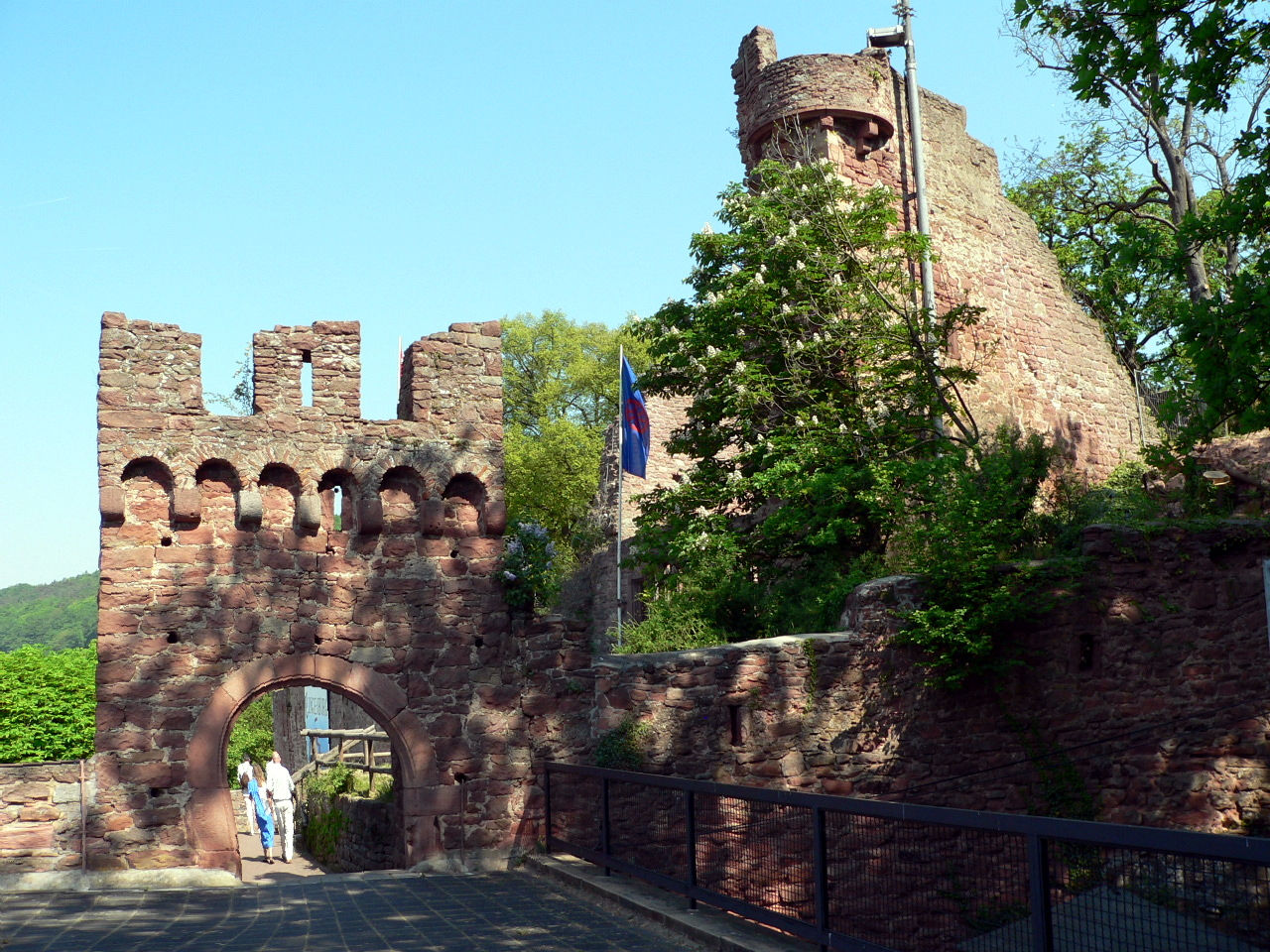

## أعلام
- أناليس ميشيل
- فيلي نويبيرغر